# یواس‌اس چنتیکلر (ای‌اس‌آر-۷)
یواس‌اس چنتیکلر (ای‌اس‌آر-۷) (به انگلیسی: USS Chanticleer (ASR-7)) یک زیردریایی بود که طول آن ۲۵۱ فوت ۴ اینچ (۷۶٫۶۱ متر) بود. این زیردریایی در سال ۱۹۴۲ ساخته شد.